# おはキッズ
おはキッズは、テレビ東京の朝のバラエティ番組『おはスタ』に出演するの子役タレントのキャラクターである。

## 概要
2000年度以降のおはスタ第1部に登場。ガレッジセールのゴリが扮する「ゴリタコ」と川田広樹が扮する「カワゲッソー」、また大沢あかねと共にレギュラー出演した。2007年度には、一度に20人ものレギュラーもいたが、同年秋のリニューアルに伴い、同年9月末に全員卒業し、約7年間の歴史に一旦、幕を閉じた。
2019年10月14日からは祝日レギュラーの「おはキッズ」として、新津ちせが出演していた。
2024年4月に、おはガール（事実上の廃止）に代わって男子3名、女子2名の計5人によって復活することになった。

## 歴代おはキッズ

### 2000年度
- 石丸奈菜美
- 泉綾香
- 松崎夏希
- 向野澪
- 谷田川友恵

### 2001年度
- かなこ（上野可南子）
- こうた（榎本晃太）
- さやと（小田冴斗）
- すばる（木村昴）[注 1]
- あや（齊藤彩）
- みやび（斉藤みやび）
- たかや（高野多也）
- なまけんと（生田目研人）
- あい（蓮沼藍）
- みさり（林美沙里）
- ゆり（山田由梨）

### 2002年度
- エインジェル
- あや（齊藤彩）
- みやび（斉藤みやび）
- まさと（砂川政人）
- なまけんと（生田目研人）
- まお（成田真央）
- みさり（林美沙里）
- なりみ（堀田也美）
- ゆり（山田由梨）
- しんいち（米谷真一）

### 2003年・2004年度
- さくら（粕谷さくら）
- たかし（坂寄卓士）
- シオン（土屋シオン）
- ゆな（西村優奈）
- たかね（細山貴嶺）
- ちひろ（羽田千尋）
- れな（増田怜奈）

### 2005年度
- ユウタ（一木優太）
- マミ（大久保真美）
- リコ（鈴木理子）
- ユナ（西村優奈）
- タイト（松浦泰斗）
- エリヤス（山田衣李康）

8月22日から出演
- シンヤ（鵜木伸哉）
- アヤメ（小島あやめ）
- アヤカ（佐々木彩夏(ももいろクローバーZ)）
- アイリ（鈴木愛里）
- ルカ（鈴木瑠華）
- コウヤ（堀本昂弥）

### 2006年度
- シンヤ（鵜木伸哉）
- エリナ（角池恵里菜）
- アヤメ（小島あやめ）
- ユウタ（坂本優太）
- アヤカ（佐々木彩夏）
- ヒカリ（土橋晶）
- ホノカ（鍋本帆乃香）

### 2007年度
4月2日から9月28日まで
- ケンタロウ（荒井健太郎）
- リョウマ（池田稜馬）
- ブンブン（上野一舞）
- シンヤ（鵜木伸哉）
- カナ（奥ノ矢佳奈）
- エリナ（角池恵里菜）
- アッコ（加藤文音）
- ユウ（金子雄）
- アユ（工藤亜友）
- アヤメ（小島あやめ）
- キリン（小林葵玲）
- アーリン（佐々木彩夏）
- リナ（千葉里奈）
- ヒカリ（土橋晶）
- エリカ（中村絵梨香）
- サオ（新見紗央）
- イブキ（舟久保依吹）
- カオル（松尾薫）
- ユリノ（松林結梨乃）
- ナミコ（望月菜美子）

### 2019年 - 2020年
10月14日から
- 新津ちせ(Foorin)

### 2024年
- 安保心結
- 五十嵐翔和
- 原寧々
- 宮本琉成
- 森島律斗